# Witold Czartoryski (1822–1865)

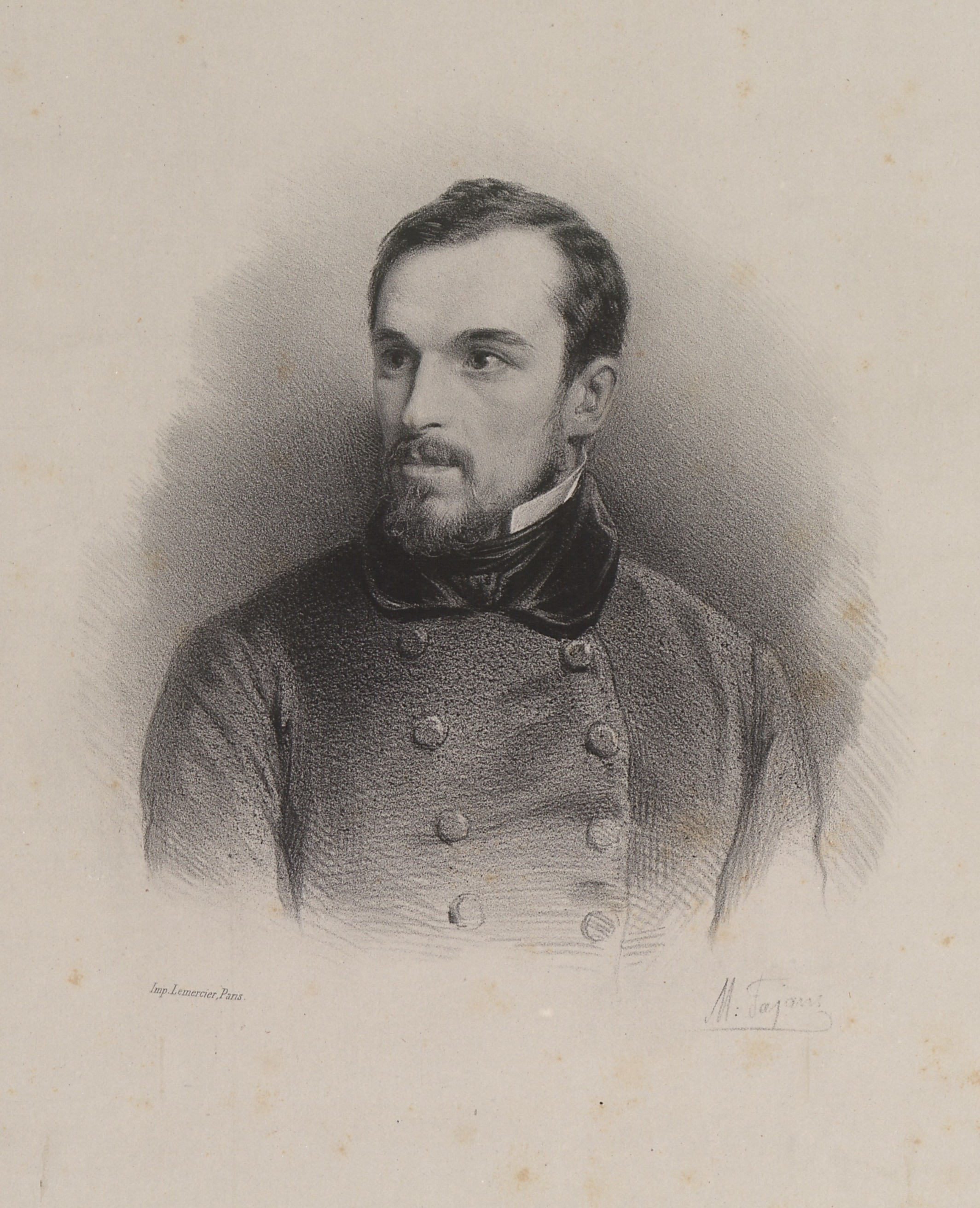
Witold Czartoryski na litografii Maksymiliana Fajansa (ok. 1850)

Witold Adam Czartoryski (ur. 6 lipca 1822 w Puławach, zm. 14 listopada 1865 w Algierze) – książę herbu Pogoń Litewska, polski arystokrata, polityk emigracyjny.

## Życiorys
Najstarszy syn Adama Jerzego Czartoryskiego oraz Anny Zofii Sapiehy, herbu Pogoń Litewska. Urodził się 6 lipca 1822 roku. Wychowywany był w Warszawie i w Puławach, a od 1832 roku także w Paryżu. Ukończył gimnazjum niemieckie w Münster a następnie studiował w Monachium i Berlinie. Dzięki staraniom ojca uzyskał stopień podporucznika w wojsku hiszpańskim. Kształcił się we francuskiej szkole sztabu generalnego. W 1845 roku rozpoczął czynną służbę wojskową w Madrycie w pułku Reyna Gobernadore. Od 1848 roku w służbie armii sardyńskiej jako porucznik piechoty. Często chorował. W 1850 wystąpił z armii, wyjechał do Paryża i otrzymał francuskie obywatelstwo.
Po wybuchu wojny krymskiej między Imperium Rosyjskim, a Imperium osmańskim i jego sprzymierzeńcami (Wielką Brytanią, Francją i Sardynią) był adiutantem ojca w Paryżu. Pomagał przy formacji 2. pułku kozaków sułtańskich. Nie brał osobistego udziału w działaniach militarnych. Nie przyjął ofiarowywanego mu stopnia pułkownika i dowództwa pułku. Działał w dyplomacji emigracyjnej. W 1860 roku reprezentował ojca w Londynie na dorocznym zebraniu Towarzystwa Literackiego Przyjaciół Polski. Zgodnie z testamentem politycznym Adama Jerzego Czartoryskiego to nie on a brat Władysław został głową rodu i kierownikiem politycznym na emigracji.
W 1861 roku odbył misję dyplomatyczną do Konstantynopola. Tam zastał go wybuch powstania styczniowego. Działał na rzecz powstańców. Podejmował próby urządzania dywersji na Morzu Czarnym i Kaukazie. Uzbroił i wyposażył na własny koszt 150 żołnierzy piechoty pod dowództwem kapitana Klemensa Przewłockiego. Z powodu choroby wycofał się jednak z dalszej działalności. Wyjechał do Kairu a następnie do Algieru, gdzie zmarł 14 listopada 1865 roku.

## Rodzina
30 października 1851 roku w Paryżu poślubił Marię Cecylię z Grocholskich, córkę Henryka Cypriana Grocholskiego i Franciszki Ksawery Brzozowskiej (1807–1872). Maria po śmierci męża w 1874 roku wstąpiła do klasztoru karmelitanek w Krakowie.